# Coleophora dannehli
Coleophora dannehli é uma espécie de mariposa do gênero Coleophora pertencente à família Coleophoridae.